# چوقا

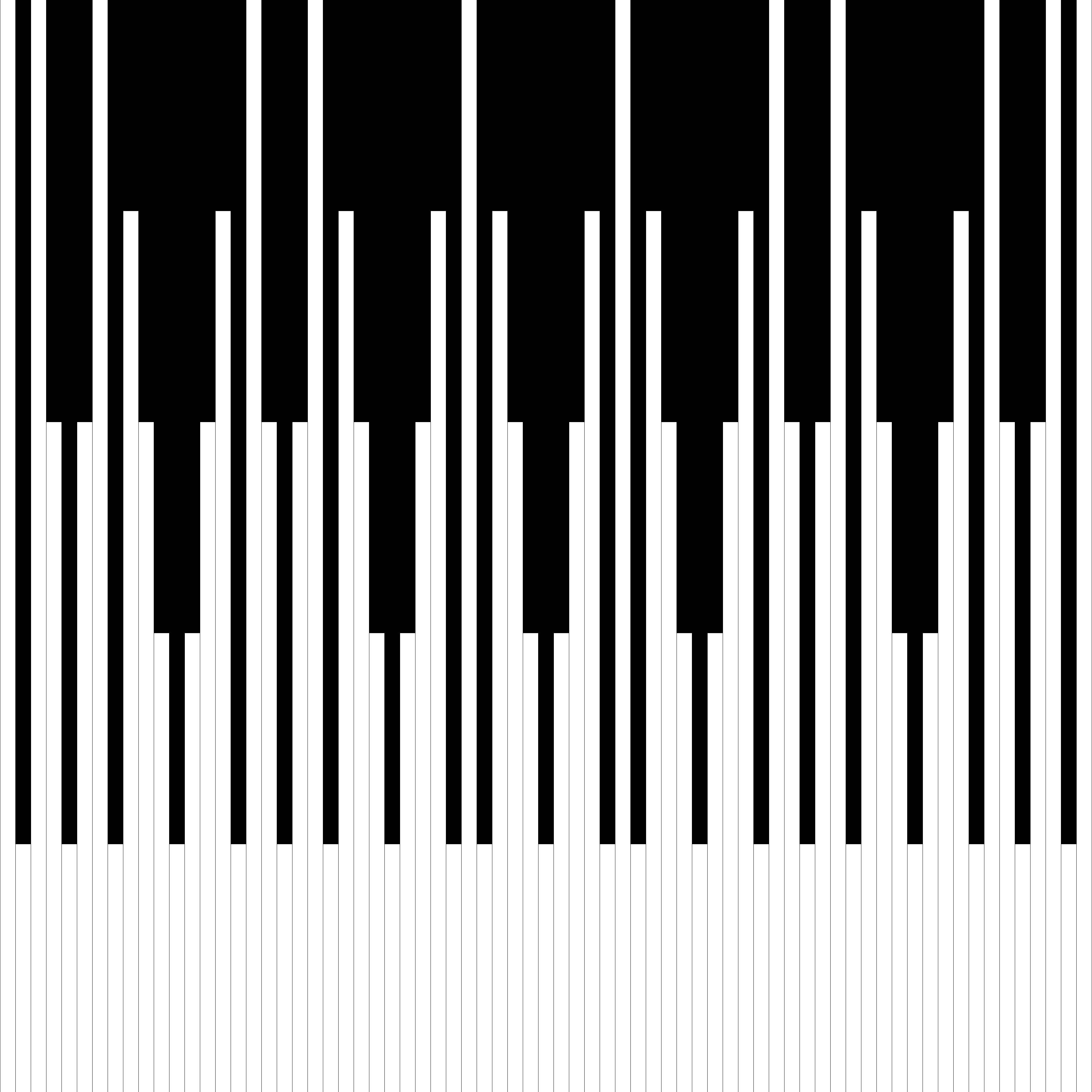
طرح گرافیکی چوقا برگرفته از چوقای بختیاری

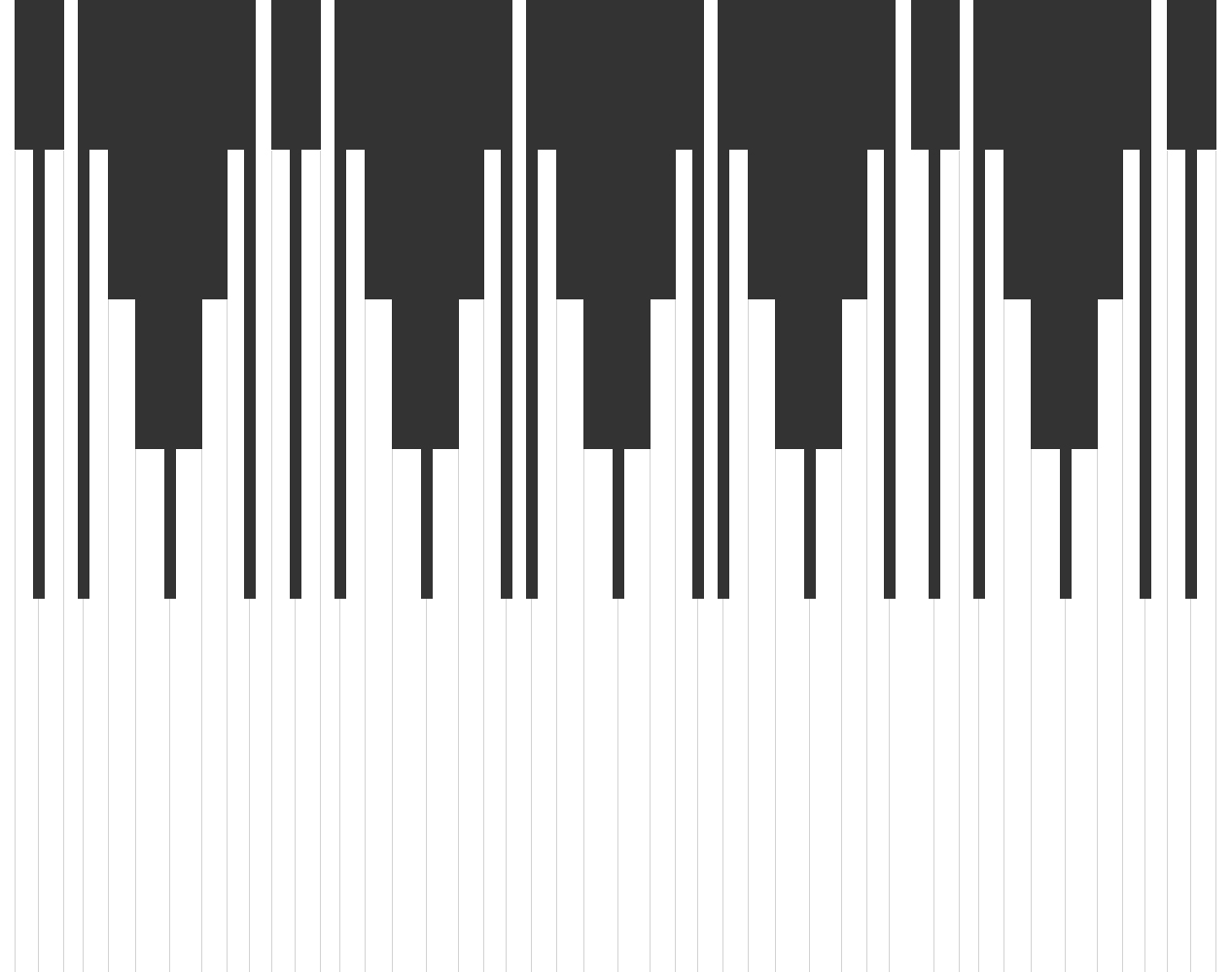
بافت چوقای لَویسی (یکی از انواع مرغوب چوقا)

چوقا، بالاپوش مردان ایل بختیاری است. بلندای چوقا تا زیر زانو است و این بالاپوش دکمه، آستین و یقه ندارد. این لباس توسط زنان بختیاری ، با استفاده از پشم گوسفند یا پنبه برای مردان  تهیه می‌شود. چوقای بختیاری تنها یک پوشش محلی نیست بلکه دارای فلسلفه عمیق که به آیین مهر پرستی و زرتشتی باز می گردد.

## اشاره به چوقا در سفرنامه ابن بطوطه
ابن بطوطه که خود به شهر ایذه سفر کرده درباره چوقا چنین می نویسد.
حضار روی لباسهای خود جامه ای از پارچه خام پنبه ای کلفتکه درست دوخته نشده بود و آستر و زیره آن رو به بیرون و رویه آن به تو بود؟پوشیده بودند و هر یک خرقه پاره یا پلاس پاره ای سیاه بر سر بسته بودند.تعزیه داران همین جامه را تا چهل روز بر تن دارند و در نظر آنان این مراسم نماینده نهایت حزن و مصیبت زدگی است و سلطان پس از پایان چله برای هر کدام ازآنان یک دست کامل جامه میفرستد.چون از کثرت جمعیت جائی نبود به چپ و راست نگاه میکردم تا محلیبرای نشستن بیابم، سقیفه ای دیدم که به اندازه یک وجب از زمین بلندتر بود و دریک گوشۀ آن مردی نشسته بود از دیگران کنار گرفته و جامه پشمین نمد مانند بر تن کرده و این نوع جامه را ضعفا و مردم تنگدست آن سامان در ایام برف و باران یا در مواقع مسافرت میپوشند من پیش آن مرد ،رفتم رفقای من که چنین دیدند از من فاصله گرفتند و متعجب شدند لیکن من هنوز چیزی نمی فهمیدم چون بالایسقیفه رفتم سلام کردم آن مرد جواب داد و تکانی خورد چنانکه گوئی میخواهد.

## فلسلفه
در مورد خطوط چوقا گفته می‌شود که از روی مقبره کوروش بزرگ یا معبد چقازنبیل برگرفته شده است. خطوط چوقا به طوری است که خط‌های سفید نماد سپنتا مینو (فرشته نیک) از پایین به بالا می‌آیند و خطوط سیاه نماد انگره مینو (اهریمن) از بالا به پایین می‌آیند و با نگرش بر اینکه رنگ سفید اکثریت لباس را تشکیل می دهد بیانگر پیروزی نهایی خوبی‌ها بر بدی‌هاست.به عقیده برخی دیگر درآمیختگی رنگ سفید و سیاه در این لباس بیانگر نبرد خیر و شر است،همچنین چوقای بختیاری عقب و جلو یا پشت و رو ندارد که خود نشان از پاکی و بی آلایشی بر تن کنندگان این لباس دارد و اهمیت سادگی و صداقت در میان ایل بختیاری را نشان می دهد.

## نام
چوقا یا چوخا به بالاپوش مردانه گفته می‌شود. لفظی که برای اشاره به تن‌پوش در (ایران) در میان ایل بختیاری از آن استفاده می‌شود.

## تاریخچه
چوقا قدمتی چند هزار ساله دارد و بافت آن، از معبد باستانی چغازنبیل در شوش الهام گرفته شده است به عقیده جین راف گارثویت بختیاری ها بازماندگان مردم دوران ساسانیان و هخامنشیان هستند و برای اثبات نظريه خود لباس بختياريها را با تنپوش مجسمه هايي كه از دوران  هخامنشي و ساساني بر روي صخره ها كنده شده و به جاي مانده است، مقايسه ميكنند. . لایارد جهانگرد ، باستان شناس و دیپلمات انگلیسی در کتاب خاطرات خودش در مورد حاکم ایل بختیاری( محمد تقی خان بختیاری ) و سران ایل بختیاری 
در حدود دویست سال قبل، مینویسد : محمد تقی خان ملبس به یک نوع لباس سفر یا نظامی بود که معمولا روسای بختیاری در هنگام سفر میپوشند، یک قبای آستین کوتاه تنگ و چسبان تا حد زانو (چوقا بختیاری) روی خرقه بلند ابریشمی که دامن آن در زیر شلوار گشادش (دبیت بختیاری ) که دارای حاشیه ملیل دوزی و روی قوزک پایش بسته بود پنهان شده ، دور کلاهش بلندش ( کلاه خسروی بختیاری ) یک لنگ یا شال مخطط پیچیده شده بود.